# Kahl am Main
Kahl am Main (amtlich: Kahl a.Main) ist eine Gemeinde im unterfränkischen Landkreis Aschaffenburg.

## Geographie

Gemeindegebiet von Kahl am Main

Gemeindeteile und Gemarkung von Kahl am Main

### Geographische Lage
Das Pfarrdorf Kahl liegt am Main im Rhein-Main-Gebiet in der Region Bayerischer Untermain, rund 30 Kilometer östlich von Frankfurt am Main zwischen Aschaffenburg und Hanau, direkt an der Landesgrenze zu Hessen (Main-Kinzig-Kreis). Es befindet sich auf 107 Meter über dem Meeresspiegel und ist die am nordwestlichsten gelegene Gemeinde Bayerns. Durch den Ort fließt der Fluss Kahl, der im Gemeindegebiet in den Main mündet. Der topographisch höchste Punkt der Gemeindegemarkung befindet sich nördlich von Kahl an der Birkenhainer Straße mit 130 m ü. NHN (Lage), der niedrigste liegt im Main an der Kahlmündung auf 101,7 m ü. NHN (Lage), welcher zugleich die tiefstgelegene Stelle in Bayern ist.

### Gemeindegliederung
Es gibt zwei Gemeindeteile (in Klammern ist der Siedlungstyp angegeben):
- Emmerichshofen (Schloss)
- Kahl am Main (Pfarrdorf)

Es gibt nur die Gemarkung Kahl am Main.
Die abgegangene Ortschaft Prischoß befand sich teilweise auf dem jetzigen Gebiet der Gemeinde Kahl am Main. Heute wird das Wohngebiet am nordöstlichen Ortsrand von Kahl Prischoß genannt. Die hinteren Häuser dieser Siedlung stehen schon auf der Gemarkung von Wasserlos.

### Nachbargemeinden
| Stadt Hanau              |                                             | Gemeinde Rodenbach |
| Gemeinde Großkrotzenburg | Kompassrose, die auf Nachbargemeinden zeigt | Stadt Alzenau      |
| Gemeinde Hainburg        | Gemeinde Karlstein am Main                  |                    |

## Name

### Etymologie
Der Gemeindename stammt vom gleichnamigen Fluss Kahl, der auf der Gemarkung dem Main zufließt. Der Zusatz am Main unterschied das Dorf von den naheliegenden Orten Kahl und Kahl im Grunde, welche heute die Namen Groß- und Kleinkahl tragen.

### Frühere Schreibweisen
Frühere Schreibweisen des Ortes aus diversen historischen Karten und Urkunden:
| - 1282 Calde - 1288 Kalda - 1371 Kalde - 1379 Cal - 1562 Kal | - 1625 Kahl - 1743 Kaal - 1805 Kahl - 1867 Kahl am Main |

## Geschichte

### Ur- und Frühgeschichte
Erste Besiedlungen in der Gemarkung des heutigen Ortes Kahl sind archäologisch für die Jungsteinzeit nachgewiesen. Ausgrabungen in der Flur Lange Hecke erbrachten gegen Ende der 1980er Jahre Befunde der Urnenfelder- und Völkerwanderungszeit.

### Mittelalter
Die älteste erhaltene Erwähnung des Ortes stammt aus einer Urkunde aus dem Jahr 1282. Damals wurde das Dorf als „Calde“ bezeichnet. Im Mittelalter gehörte Kahl zum Gericht Hörstein, das wiederum Teil des Freigerichts Alzenau war. Das Freigericht war zwar reichsunmittelbar, aber das Reich verpfändete oder vergab das Gebiet immer wieder. So wechselten die Landesherren, zu denen die Herren und späteren Grafen von Hanau, die Herren von Randenburg und die Herren von Eppstein zählten.

### Neuzeit
1500 belehnte der römisch-deutsche König Maximilian I. den Erzbischof von Mainz und den Grafen von Hanau-Münzenberg gemeinsam mit dem Freigericht, das sie als Kondominat verwalteten. Da im Freigericht auch zur Zeit des Kondominats die kirchliche Jurisdiktion bei den Erzbischöfen von Mainz verblieb, konnte sich die Reformation – im Gegensatz zur Grafschaft Hanau-Münzenberg – hier nicht durchsetzen. Kahl blieb römisch-katholisch. 1609 fiel Kahl an Kurmainz.
Der Reichsdeputationshauptschluss des Jahres 1803 schlug Kahl der Landgrafschaft Hessen-Darmstadt zu, die es aber nur 13 Jahre behielt. 1816 trat das nunmehrige Großherzogtum Hessen das Amt an das Königreich Bayern ab. Seitdem ist Kahl bayerisch.
Die Gemeinde gehörte zum Bezirksamt Alzenau, das am 1. Juli 1862 gebildet wurde. Dieses wurde am 1. Januar 1939 zum Landkreis Alzenau in Unterfranken. Mit dessen Auflösung kam Kahl am 1. Juli 1972 in den neu gebildeten Landkreis Aschaffenburg.

### Einwohnerentwicklung
Im Zeitraum 1988 bis 2018 stieg die Einwohnerzahl von 7070 auf 7877 um 807 Einwohner bzw. um 11,4 %.
Quelle: BayLfStat

## Politik

### Gemeinderat

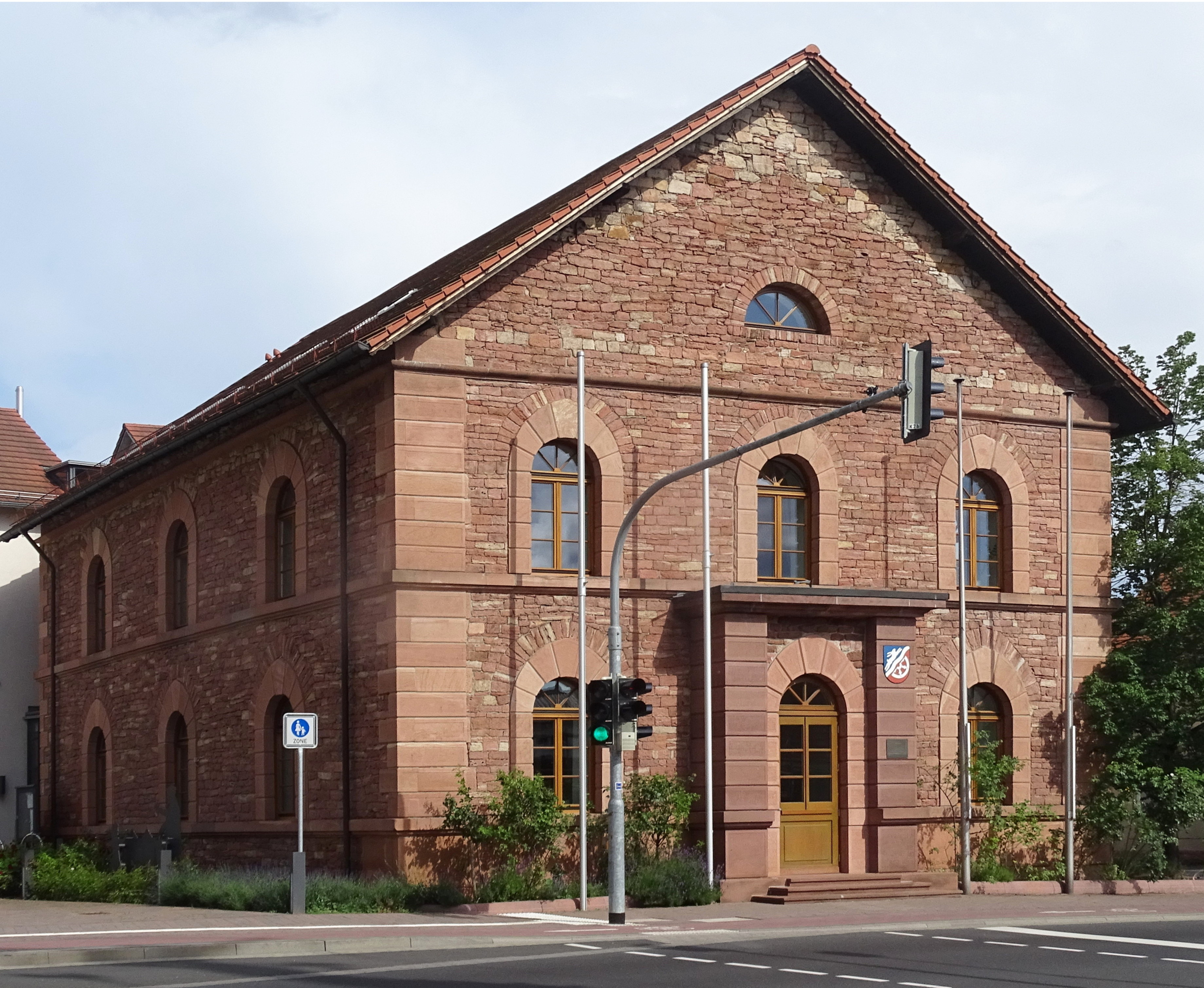
Rathaus in Kahl

Der Gemeinderat hat 20 Mitglieder. Weiteres Mitglied ist der hauptamtliche Erste Bürgermeister. Die Kommunalwahlen seit 2008 führten zu folgenden Ergebnissen:
|      | CSU | SPD | Grüne | Aktive | JU | FDP | FWG | Gesamt   |
| 2008 | 9   | 6   | 3     | –      | –  | –   | 2   | 20 Sitze |
| 2014 | 9   | 6   | 5     | –      | –  | –   | –   | 20 Sitze |
| 2020 | 6   | 4   | 5     | 3      | 1  | 1   | –   | 20 Sitze |

### Bürgermeister
Erste Bürgermeisterin ist seit dem 1. Oktober 2023 Julia Fischer (SPD). 
Am 16. Juli 2023 konnte sie sich gegen den CSU-Kandidaten Udo Hammer mit 62,7 % durchsetzen. 
Die 40-Jährige Studienrätin beerbt damit Jürgen Seitz (SPD), der nach 26 Jahren im Amt nicht mehr antrat.

### Wappen
| Wappen der Gemeinde Kahl am Main | Blasonierung: „Schräglinks geteilt durch einen silbernen Wellenbalken; oben in Blau ein laufender silberner Hase, unten in Rot ein halbes silbernes Rad.“ |
| Wappen der Gemeinde Kahl am Main | Wappenbegründung: Die Gemeinde Kahl liegt an einer Mainschleife, worauf der silberne Wellenbalken im Wappen hinweist. Der Flussname ist auch ein Bestandteil des Ortsnamens. Die Farben Silber und Rot und das halbe Rad (Mainzer Rad) erinnern an die einstige Herrschaft des Mainzer Kurstaats in der Gemeinde. Der silberne Hase erinnert an den Spitznamen der Kahler Bürger, die auch „Sandhasen“ oder „Sandbauern“ genannt wurden, weil die landwirtschaftlichen Erträge wegen des sandigen Bodens im Gemeindegebiet stets geringer waren als in anderen Gemeinden am Main. Seit 1816 gehört der Ort zu Bayern, worauf die Farben Silber und Blau hinweisen. Das Wappen wird seit dem 19. Juli 1960 geführt. |

### Partnerschaften
- Villefontaine, Frankreich seit 1981
- Budakalász, Ungarn seit 1998
- St. Ingbert-Rohrbach, Deutschland (1968 bis 1970)

Gemeindefreundschaft
- Leutasch, Österreich seit 1957

## Kultur und Sehenswürdigkeiten

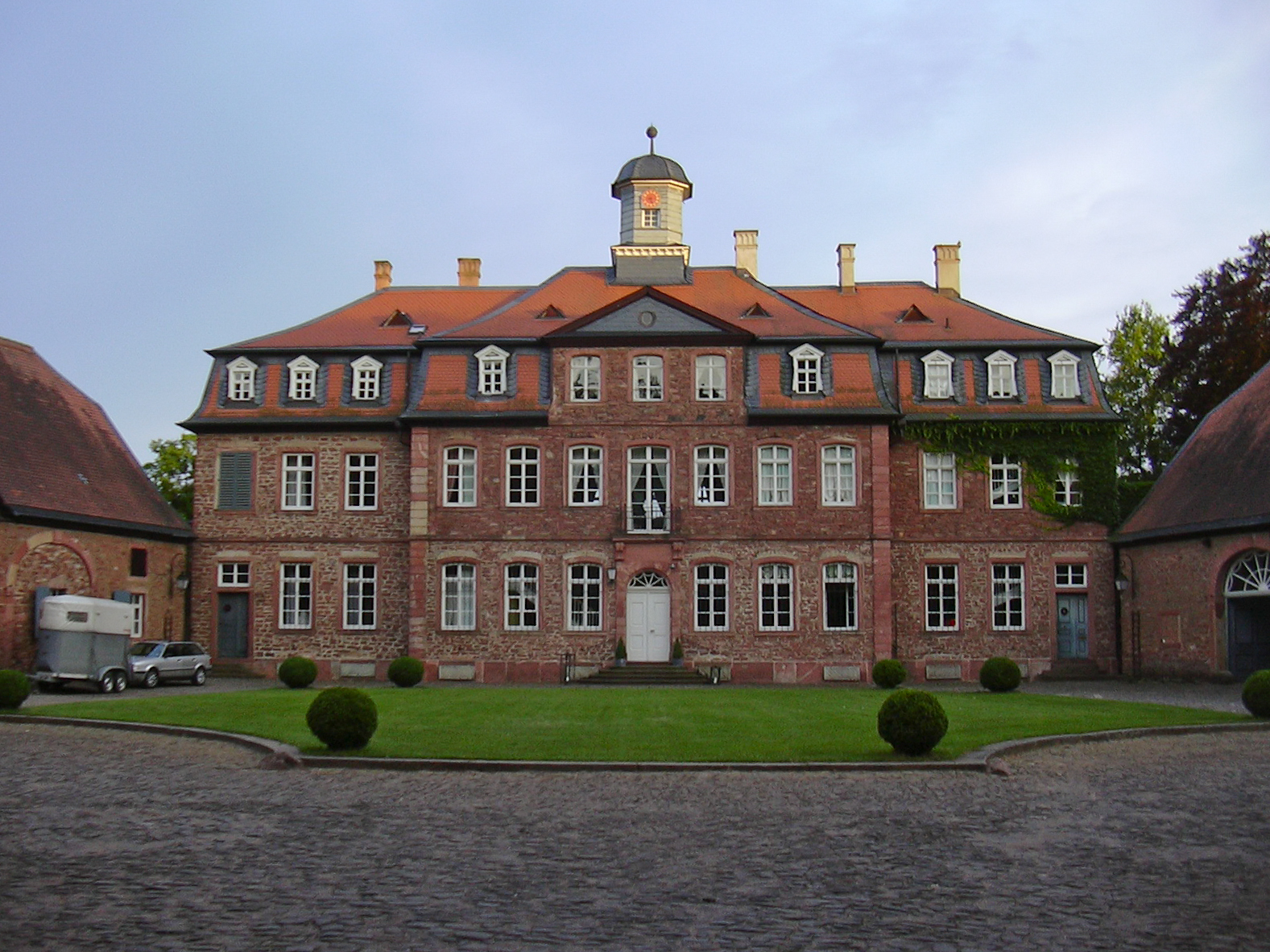
Schloss Emmerichshofen

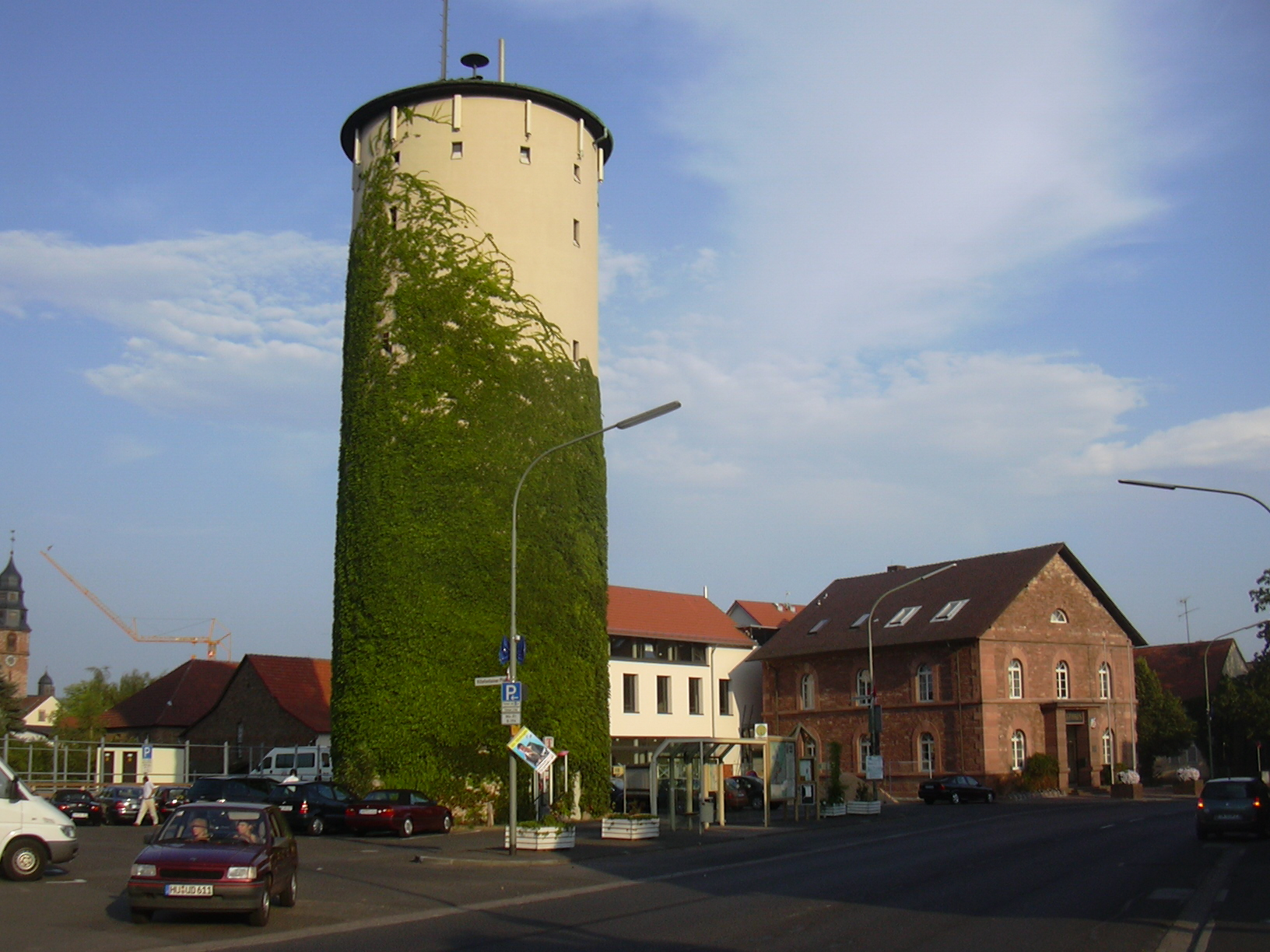
Wasserturm und Rathaus

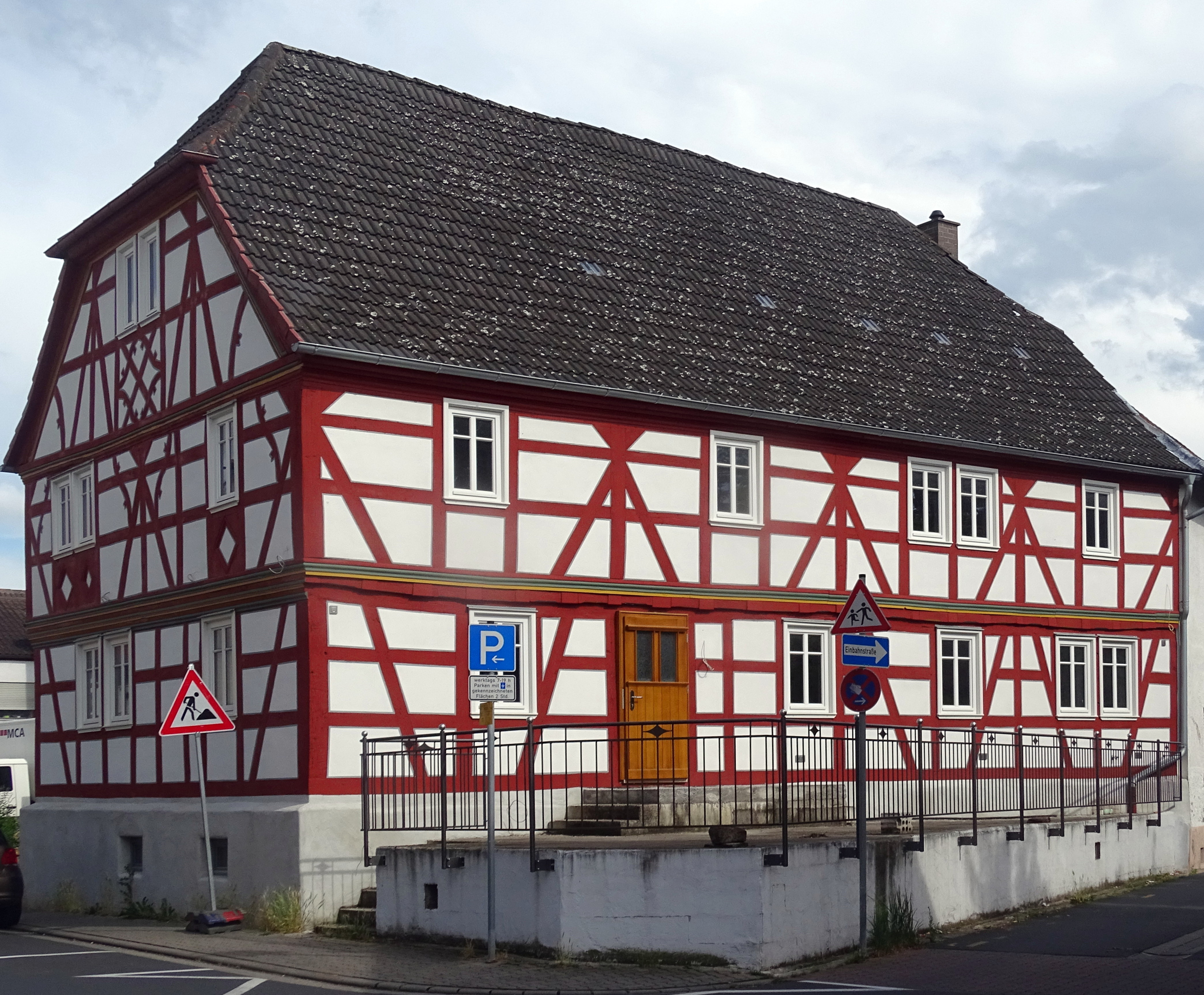
Fachwerkhaus

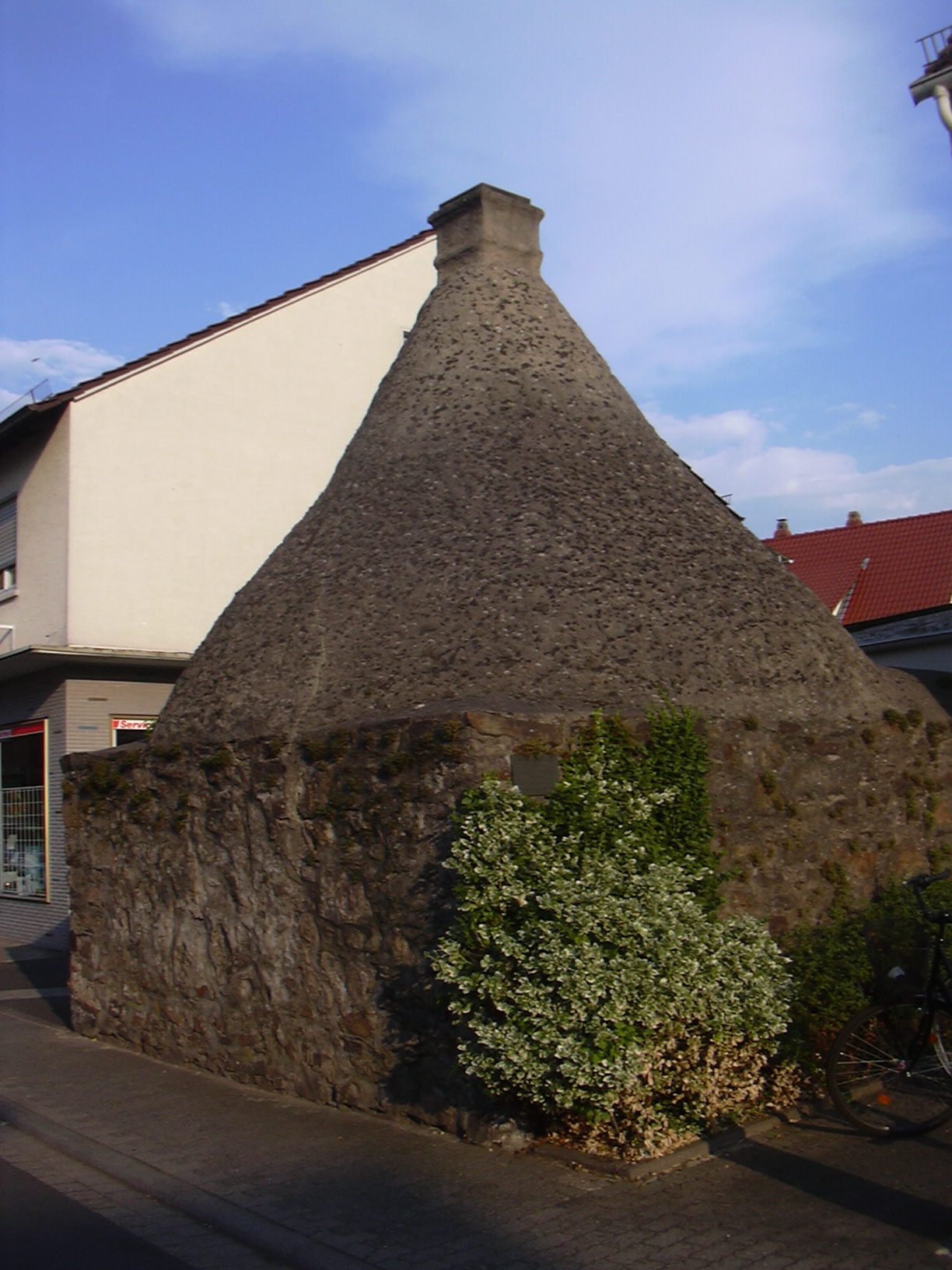
Backes

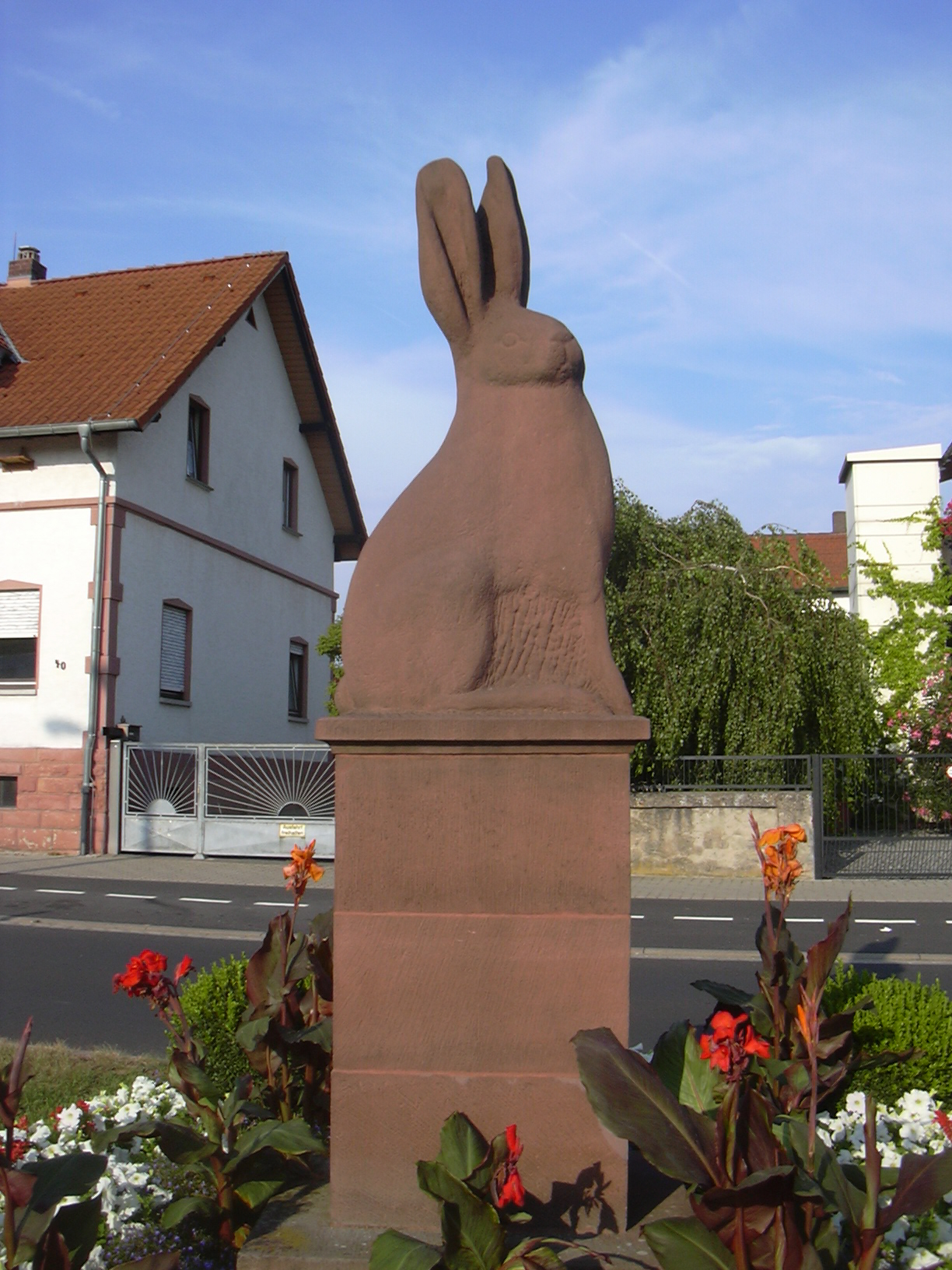
Kahler Sandhase

### Bauwerke
- Barockschloss Emmerichshofen an der Staatsstraße 2305 Richtung Schöllkrippen, erbaut 1768 von Anselm Franz von Bentzel-Sternau.
- Katholische Pfarrkirche Sankt Margareta im neobarocken Stil aus rotem Bruchsandstein. Erste Erwähnung einer Kirche an dieser Stelle im Jahr 1330.
- Evangelische Kreuzkirche im Bauhausstil.
- Rathaus im Ortszentrum an der B 8: Ehemaliges Zollhaus, erbaut 1830 im klassizistischen Stil, nach 1834 Streichholz- und Zigarrenfabrik, danach Wirtshaus, Wetterstation und Schule, seit 1939 Sitz der Gemeindeverwaltung.
- Wasserturm, errichtet 1931, Ortszentrum an der B 8.
- Backes im alten Ortskern: Öffentlicher Backofen, in dem bis 1937 fast 300 Jahre lang Brot gebacken wurde.
- Fachwerkhaus (ehemaliger Gutshof), bereits vor dem Dreißigjährigen Krieg nachgewiesen; später Wohn- und Gasthaus. Durch unsachgemäße Kanalsanierung erheblich beschädigt und derzeit wegen Sanierungsarbeiten in entkerntem Zustand.
- Sandhasendenkmal an der B 8: Kahler Wahrzeichen des ehemaligen Sandabbaus in der Region, 1952 errichtet von Hermann Kröckel. Der Sandhase gehört zum Kahler Wappen.
- Mühlen an der Kahl: Einst waren 11 Mühlen auf den letzten 3 km des Kahlgrunds bis zur Main-Mündung in Betrieb; die erste wurde 1358 genannt. Gemahlen wurde Getreide, Senf und Öl. Die Sandmühlen spielten ab ca. 1900 eine Rolle. In der Walkmühle mit 15 Beschäftigten nahm Nikolaus Wahl 1904 die weltweit erste automatische Filz-Maschine in Betrieb. Zu Beginn des 21. Jahrhunderts zeugen nur noch wenige, teilweise zu Wohnhäusern umfunktionierte Bauten vom komprimierten Mahlbetrieb an der Kahl: Obere Fallersmühle, Untere Fallersmühle (Walzenmühle), Schäfereimühle, Lohmühle, Nassmühle. Da die Müller das Wasser häufig zu hoch stauten, kam es immer wieder zu Überschwemmungen. Insbesondere um die Nassmühle gab es hier in der 2. Hälfte des 16. Jahrhunderts Streit; am 2. Juni 1573 überfielen und zerstörten Kahler Bauern, deren Ernte durch die Überschwemmungen vernichtet worden war, diese Mühle. Ein Wanderweg mit Dokumentationstafeln (Sandhasen-Symbol) folgt der historischen Mühlenroute.

### Parks
- Der Vogelpark Kahl wurde 1971 gegründet. Er war eine drei Hektar große gemeinnützige Volieren- und Freigeländeanlage für in- und ausländische Vögel.[9] Der Vogelpark wurde zum 30. Juni 2006 unter Hinweis auf die Verordnungen (Stallpflicht etc.) infolge der Vogelgrippe H5N1 aufgelöst. Auf dem ehemaligen Vogelparkgelände befindet sich inzwischen eine Seniorenwohnanlage.[10]

### Vereinsleben
In Kahl sind kirchliche Vereine, Musik- und Gesangsverein, Sportverein und Hilfsorganisationen wie die Freiwillige Feuerwehr Kahl und das Rote Kreuz aktiv.

## Wirtschaft und Infrastruktur

### Verkehr
Der Bahnhof Kahl (Main) liegt an der Bahnstrecke Frankfurt Süd–Aschaffenburg. Hier zweigt auch die Kahlgrundbahn (nach Schöllkrippen) ab.
Kahl wird von den Buslinien 32 und 50 der VAB angefahren. Außerdem hat die Linie 566 nach Hanau des RMV ihren Endpunkt in Kahl.
Ferner liegt Kahl zwischen Aschaffenburg und Hanau mit Verkehrsanbindung an der Bundesautobahn 45 (Dortmund – Gießen – Aschaffenburg) sowie der Bundesautobahn 3 (Frankfurt am Main – Würzburg – Nürnberg – München).
Der nächstgelegene Flughafen ist der Flughafen Frankfurt Main.
In Kahl beginnt der Kahltal-Spessart-Radwanderweg und der Degen-Weg.

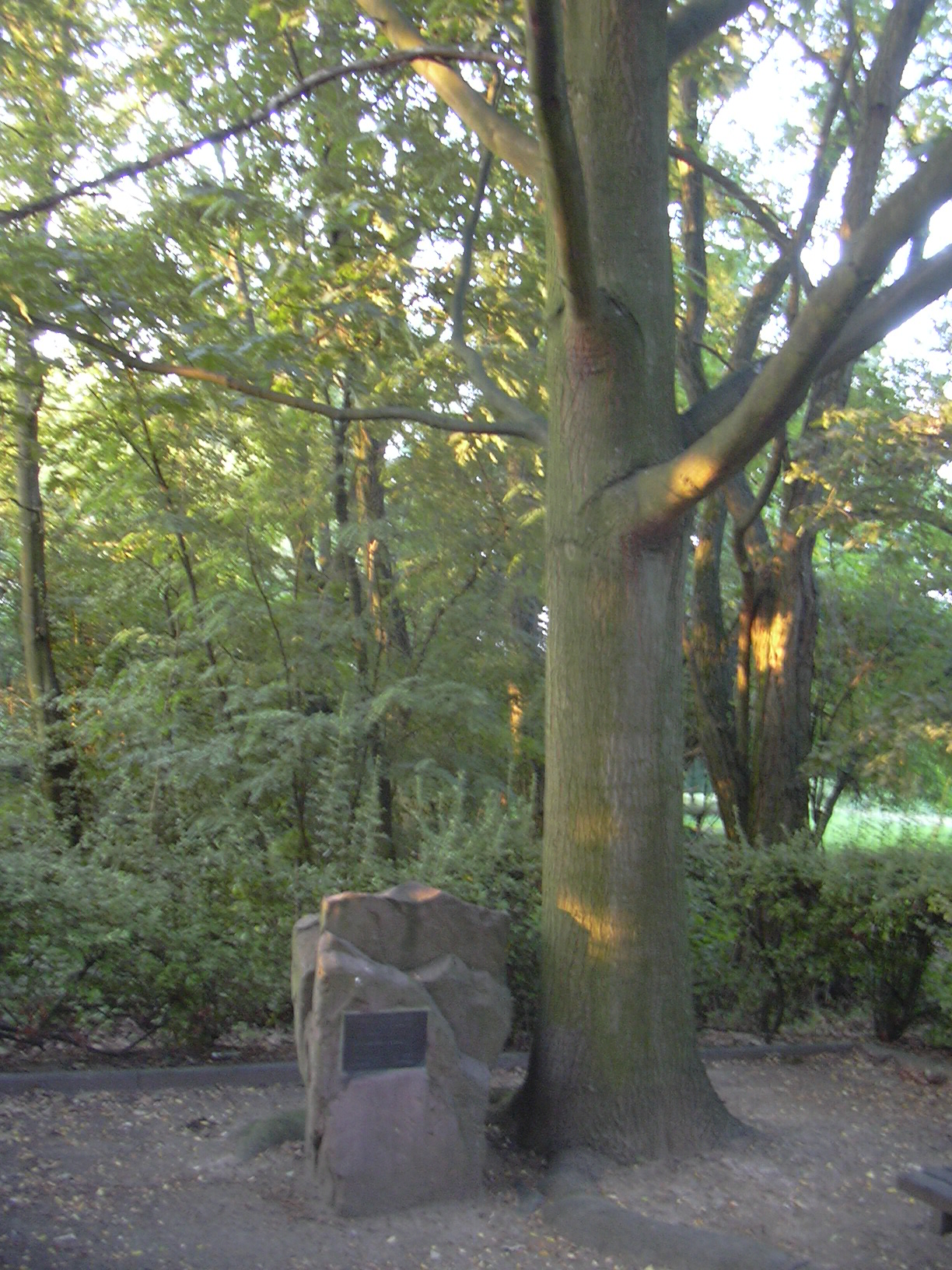
Denkmal Hexeneiche

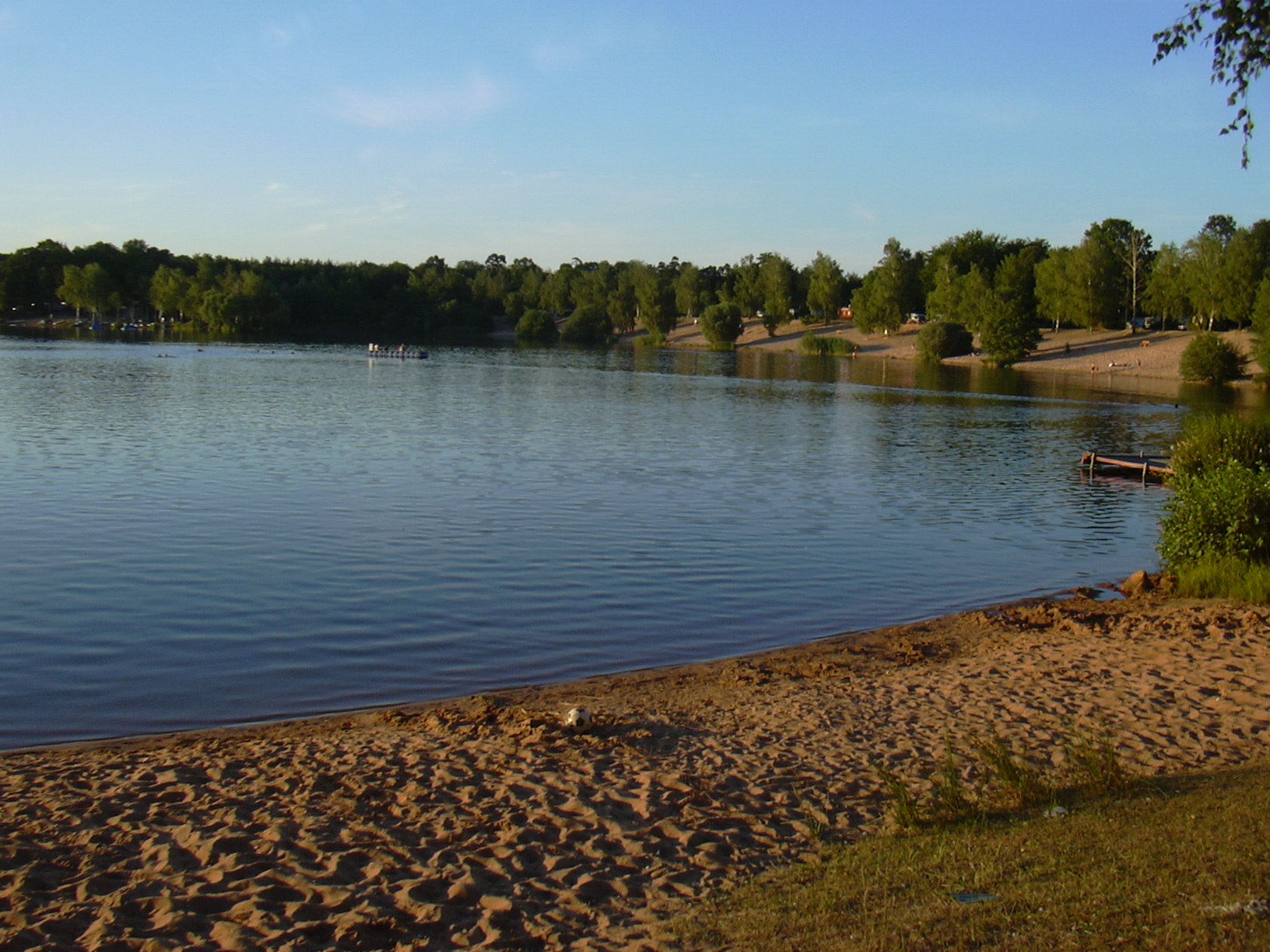
Typische Sandabhänge am Kahler Campingsee

### Öffentliche Einrichtungen/Natur
Das Landschaftsbild ist geprägt von Wald und Wasser, welche etwa 75 Prozent der Gesamtgemarkungsfläche ausmachen. Die Baggerseen der Kahler Seenplatte mit den Freibädern Waldseebad (ehemaliger Tagebau Emma-Nord) und Campingsee (Freigericht-Ost) mit einem der größten Campingplätze Bayerns sowie den Angelteichen der ehemaligen Gruben Emma-Süd und der Vorspessartseen mit dem Nachtweidesee bieten Gelegenheiten zum Angeln, Boot fahren, Schwimmen und Surfen. Fünf Wanderwege sowie ein Vitaparcours führen durch die Kahler Natur mit ihrer typischen Vegetation und Sandflora. Zahlreiche wilde Heilkräuter, Bärenklau, Wilde Möhre und Malven wachsen an den Mainuferwiesen mit kleinem Campingplatz.
Das Naturdenkmal Hexeneiche, an der Staatsstraße 3309 westlich von Kahl auf Großkrotzenburger Gebiet, wurde am 7. August 1970 durch einen Blitzeinschlag zerstört. Die schon im Dreißigjährigen Krieg nachgewiesene Eiche musste am 8. Juni 1971 gefällt werden. Eine neu angepflanzte Eiche und ein Gedenkstein erinnern an die Hexenverfolgungen in der ersten Hälfte des 17. Jahrhunderts, denen an Ort und Stelle 69 Frauen und 21 Männer zum Opfer fielen.
An Feiertagen, besonders an zwei aufeinanderfolgenden, wird die Strecke Kahl am Main – Schöllkrippen oft für historische Dampflokfahrten genutzt.

### Kernkraftwerk und Unternehmen

#### Kernkraftwerk
Entgegen vielen Vermutungen befand sich das Kernkraftwerk Kahl nicht auf Kahler Gemarkung, sondern auf der Gemarkung der Nachbargemeinde Großwelzheim, heute ein Gemeindeteil von Karlstein am Main. Wegen der Poststelle von VAK war Kahl am Main als Kraftwerksname eingetragen. Die Gleisanbindung kam über das Kohlekraftwerk Dettingen vom Bahnhof Dettingen über einen unbeschrankten Bahnübergang (B8) Nähe Langer See, hinter dem heutigen Kreisel, kurz hinter der Kurve. Die Gleise wurden schon vor dem Rückbau von RWE demontiert.
Das Versuchsatomkraftwerk wurde mit der Bestellung des Siedewasserreaktors im Jahre 1958 begonnen. Die 16-Megawatt-Anlage produzierte in 25 Betriebsjahren 12,1 Milliarden Kilowattstunden Elektrizität. Die Errichtung des Werks kostete 34 Millionen Deutsche Mark. Die in Spitzenzeiten bis zu 120 Mitarbeiter wurden unter anderem an dem Reaktor ausgebildet. Ferner wurden zu Testzwecken 361 verschiedene Brennelemente eingesetzt.
Der Rückbau der Anlage begann 1985. 1400 Tonnen radioaktive Abfälle liegen seit 1998 im bayerischen Zwischenlager in Mitterteich. Die Brennelemente wurden zur Aufbereitung nach Frankreich gebracht. 2010 waren sämtliche Gebäude verschwunden. Es ist nur noch der alte Zaun zu sehen wo im Gelände z. Z. Pferde auf der Weide untergebracht sind.

#### Unternehmen
Auf dem Gemeindegebiet von Kahl haben ca. 350 Unternehmen, darunter mit Heinrich Kopp (280 Mitarbeiter), Linde Material Handling GmbH (550 Mitarbeiter) und Singulus Technologies (350 Mitarbeiter) drei Großbetriebe aus der Maschinenbau- und Elektronik-Branche, ihren Sitz. Die Gewerbesteuereinnahmen aller Unternehmen liegen zwischen 3,3 Millionen € und 9,1 Millionen € im Jahr. Als Vertretung der Gewerbebetriebe fungiert als überörtlicher Gewerbeverein die Gewerbe-Gemeinschaft e. V. Kahl und Umgebung, die auch zwischen 1976 und 2011 alljährlich auf dem Messeplatz den „Kahler Frühlingsmarkt“ als „Regionalmesse am Untermain“ ausgerichtet hat.
Auf einer Fläche von etwa 15.000 m² im heutigen Gewerbegebiet Heide-West befand sich seit 1927 die von Hugo Lindheim gegründete Frankfurter Möbelfabrik Lindheim & Co. Im Zuge einer Arisierung musste der jüdische Besitzer seine für damalige Verhältnisse sehr moderne Fabrik an den Unternehmer Karl Kübel verkaufen, was auf Widerstand innerhalb der Belegschaft stieß, die nach dem Ende des Zweiten Weltkriegs die Enteignung Kübels forderte. Die Belegschaft konnte sich mit ihrem Verlangen nicht durchsetzen, doch Kübel zahlte im Rahmen eines Vergleichs an Hugo Lindheims Geschwister, die sich dem Holocaust durch Emigration entziehen konnten, eine Entschädigung über 40.000,-- DM. Hugo Lindheim selber konnte zwar mit seiner Familie nach dem Verkauf seiner Fabrik nach Mecheln emigrieren, sie wurden aber dort nach der Besetzung Belgiens durch die deutsche Wehrmacht interniert und am 15. Januar 1943 vom SS-Sammellager Mecheln aus nach Auschwitz deportiert. 1962 verkaufte Karl Kübel das Kahler Werk, „und zwar leichten Herzens – wegen der für ihn noch immer unbefriedigenden Arbeitsmoral dieser Belegschaft und wegen eines attraktiven Angebotes“.

### Bildung
In Kahl gibt es mit der Kaldaha-Volksschule eine Grundschule. Die nächste Hauptschule, Realschule und Gymnasium sind in Alzenau zu finden.
Außerdem befindet sich in Kahl die private, evangelische Paul-Gerhardt-Schule.

## Söhne und Töchter Kahls
- Beda Zilch (1941–2018), Zisterzienser
- Matthias Will (* 1947), Bildhauer